# Filmotech
Filmotech era un portal creat per l'Entitat de Gestió de Drets d'Autor dels Productors Audiovisuals per a la distribució de cinema a través d'Internet. El seu objectiu era oferir un catàleg de cinema espanyol amb qualitat similar a la del DVD per a veure mitjançant streaming o descarregar.
Algunes de les pel·lícules més notables en el seu catàleg van ser The Others, Juana la Loca, Lucía y el sexo, Mortadel·lo i Filemó, Bienvenido, Mister Marshall o Calabuch. També disposava de pel·lícules en coproducció, documentals, curtmetratges, telefilms i sèries de televisió. Així com obres clàssiques del cinema espanyol com les de Luis Buñuel, Luis García Berlanga, Juan Antonio Bardem o Marco Ferreri.

## Història
El 27 de març de 2007, EGEDA va llançar el portal Filmotech com a alternativa a les descàrregues de xarxes P2P. En el portal s'oferien 250 títols de cinema espanyol de catàleg, sense estrenes. Les pel·lícules es podien comprar des d'1 euro en tres modalitats: tres visionats durant tres mesos, visionats il·limitats durant una setmana, i visionats il·limitats amb certes restriccions.
El sistema utilitzava el sistema DRM de Microsoft PlayForSure, compatible únicament amb Windows Media Player 10.
Al març de 2009, EGEDA va llançar una nova versió del portal adoptant el model de streaming per a veure les pel·lícules en línia. Per al desenvolupament d'aquesta nova versió, EGEDA ha comptat amb el suport del Ministeri de Cultura i amb ajudes econòmiques per part del Ministeri d'Indústria.
L'1 de febrer de 2019, després de gairebé 12 anys d'activitat, Filmotech va anunciar a Twitter el seu tancament, al mateix temps que el seu portal en línia era reemplaçat per una pàgina informativa d'EGEDA indicant el cessament d'activitat de la plataforma.